# Livio Wenger
Livio Wenger (Kriens, 20 gennaio 1993) è un pattinatore di velocità su ghiaccio e pattinatore di velocità in-line svizzero.

## Biografia
È fratello di Nadja Wenger, anche lei pattinatrice di livello internazionale.
Ha rappresentato la Svizzera ai Giochi olimpici invernali di Pyeongchang 2018 concorrendo nei 1500 metri, nei 5000 metri e nella mass start.
Ai campionati europei di Heerenveen 2020 ha vinto la medaglia di bronzo nello sprint a squadre, gareggiando con i connazionali Christian Oberbichler e Oliver Grob.

## Palmarès

### Mondiali distanza singola
- 1 medaglia:
  - 1 bronzo (partenza in linea a Calgary 2024)

### Europei
- 1 medaglia:
  - 1 bronzo (sprint a squadre a Heerenveen 2020)

### World Games
- 2 medaglie:
  - 1 argento (10000 m a eliminazione a Chengdu 2025)
  - 1 bronzo (5000 m a punti a Chengdu 2025)